# Французький абсолютизм
Французький абсолютизм (давньофр. Reaume de France,  фр. Royaume de France) — абсолютна монархія, що утвердилась у Франції в останні два століття існування Старого порядку. Абсолютизм прийшов на заміну періоду станової монархії і був ліквідований Французькою революцією.

## Королівство Франція
Хоча абсолютна монархія утвердилась у Франції в останні два століття, але монархічне державне утворення відоме як Французьке королівство (фр. Royaume de France) існувало в періоди
- 5 липня 843 р. — 21 вересня 1792 р.
- 6 квітня 1814 р. — 24 лютого 1848 року.

## Абсолютизм у Франції
Спроба генеральних штатів в період релігійних війн обмежити королівську владу не вдалась. Цьому завадили прагнення знаті повернутися до феодального роздроблення і бажання міст відновити свою колишню незалежність, тоді як генеральні штати могли бути всього лиш центральною владою, при цьому не надаючи більш широких прав містам та місцевій знаті.
З іншого боку, вищі стани і міщани ворогували між собою. Народ був невдоволений свавіллям дворян і міжусобицями, та був готовий підтримати владу, яка рятувала його від анархії. Генріх IV взагалі не скликав генеральних штатів; після цього вони скликалися лише одного разу. Головним завданням його уряду було покращення економічного добробуту країни і державних фінансів. Йому допомагав міністр Сюллі — суворий і чесний гугенот. Вони піклувалися про розвиток сільськогосподарського сектора (землеробства) і промисловості, про полегшення податкового навантаження, про внесення порядку в фінансову систему, однак для втілення задумів їм забракло часу.
У період раннього дитинства Людовіка XIII, в 1614 році, для припинення заворушень в управлінні були скликані генеральні штати. Третій стан виступив з цільовою програмою перетворень: 1) скликати державних чиновників на певні терміни; 2) привілеї духовенства і дворянства мали бути відмінені, а податки розповсюджувалися б більш рівномірно; 3) уряд припиняв купувати покірність вельмож грошовими роздачами, для того щоби припинити довільні арешти. Вище духівництво і дворянство були вкрай незадоволені такими заявами і протестували проти слів оратора третього стану, який зрівняв три стани з трьома синами одного батька. Привілейовані стани не хотіли бачити братами людей, яких вони швидше вважали своїми слугами. Скликання штатів не змінило ситуацію, і після цього вони не скликалися протягом 175 років.

## Рішельє

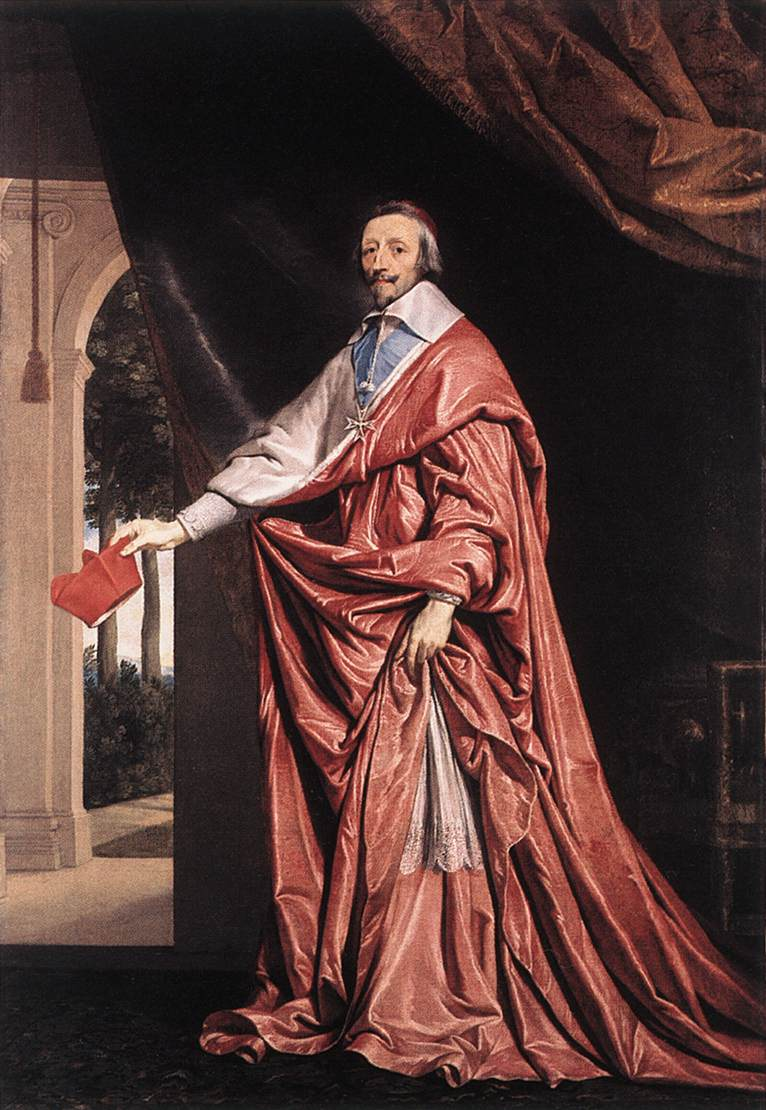
Рішельє

На цьому ж зібранні висунувся, як депутат від духовного стану, єпископ люсонський (згодом кардинал) Рішельє. Через декілька років він став головним радником і всесильним міністром Людовіка XIII, і протягом майже двадцяти років керував Францією, з фактично необмеженою владою.
Рішельє остаточно закріпив систему абсолютизму в французькій монархії. Метою всіх його замислів і прагнень була сила і могутність держави; заради здійснення цієї цілі він був готовий принести в жертву все інше. Він не допускав втручання Римської курії у внутрішні справи Франції і заради інтересів французької монархії взяв участь в тридцятирічній війні (максимально довго відтягував вступ Франції у війну до того часу, доки не були ліквідовані і припинені будь-які внутрішні проблеми та суперечності), виступивши на боці протестантів.

### Внутрішня політика Рішельє
Його внутрішня політика також була особливою. Боротьба з протестантами закінчилася для Рішельє «Миром милості», котрий зберігав свободу віросповідання для гугенотів, однак позбавляв їх усіх фортець та гарнізонів; йому фактично вдалося знищити гугенотську «державу в державі». Його заповітною мрією було змусито дворян служити державі за ті привілеї та землі, якими вони володіли, хоч і сам Рішельє за походженням був дворянином. Дворянство він вважав основною опорою держави, про що зазначено в його «Політичному заповіті», однак вимагав від них обов'язкового проходження військової служби, за відмову пропонував забирати їхні привілеї.
Щоб слідкувати за діями губернаторів, які вважали себе спадкоємцями феодальних герцогів і графів, Рішельє направляв в провінції особливих доврених йому королівських комісарів. На ці посади призначав сам Рішельє, переважно з представників дрібного дворянства або міщан. Як наслідок, відбувалося і підвищення по службі, тому з часом комісари змінювали посаду і ставали інтендантами.
Заходами Рішельє фортеці і замки у дворян або відбиралися, або знищувалися; постійні сутички та дуелі дворян він заборони пригрозивши смертною карою. Народ, завдяки рішучим заходам міністра, підтримував його, а дворяни його ненавиділи, вели проти нього інтриги, складали змови, в деяких випадках навіть виступали зі зброєю в руках. Декілька герцогів і графів навіть були покарені на пласі. Проте він залишив ті привілеї дворянству, які воно мало над народом: дворяни і надалі мали владу над третім станом, а його права над селянами-кріпаками не чіпалися.

#### Релігія і Рішельє
Досить гостро дивився Рішельє на гугенотську державу в державі, зважаючи на протистояння між католиками і протестантами та на великий вплив останніх на прийняття політичних рішень в окружних зібраннях. Здійснювали вони свою політику і через посередництво національного синоду реформаторської церкви; вступали в переговори з іноземними володарями, мали свою скарбницю. У їхньому розпорядженні знаходилися численні фортеці. Час від часу вони не підкорялися уряду, а, навпаки, вели незалежну і навіть прямо протилежну політичну діяльність.
З самого початку Рішельє почав вести активну боротьбу проти гугенотів. Гугеноти чинили опір; їх підтримував англійський король Карл I. Після досить тривалих спроб домогтися хоч якогось успіху, Рішельє вдалося взяти головну фортецю гугенотів, Ла-Рошель, після чого вони почали складати зброю і на інших пунктах. Як наслідок Рішельє відібрав у них усі фортеці та право на політичні зібрання, залишивши недоторканними їхні релігійні права (1629 рік).
Рішельє ж заходився будувати нову державу. Головним нововведенням була спроба зосередити все управління в єдиному центрі — столиці. Він створив Державну Раду для вирішення найважливіших справ, підпорядкувавши її діяльність Уряду. В деяких провінціях, знищуючи місцеві штати, головно складені з представників духовенства і дворянства, Рішельє запроваджував беззаперечне підпорядкування центру. Він діяв без оглядки на звичаї та закони; суди при ньому втратили незалежність — багато справ розглядалося в позасудовому порядку (деякі вирішували надзвичайні комісії, інші — сам міністр).
Рішельє створив Французьку академію, намагався підпорядкувати літературу державі і взагалі робив спроби одержавлення всього ідеологічного життя Франції.

### ПеріодФронди

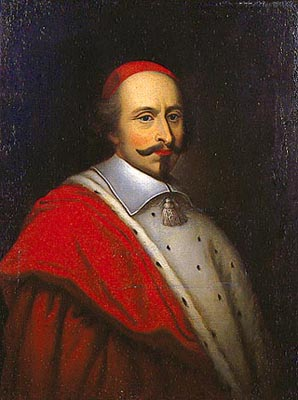
Мазаріні

По смерті Рішельє через декілька місяців не стало й Людовіка XIII, а престол перейшов до його сина Людовіка XIV. Через його малолітство країною керували його мати, Анна Австрійська, і наступник політики Рішельє, кардинал Мазаріні. Цей період отримав назву Фронда (назва дитячої гри), що ознаменувався рядом антиурядових повстань, і збігся в часі з першою англійською революцією.
У Фронді брали участь усі — від парламенту до народу, однак між ними не було одностайності, а навпаки — вони часто переходили з однієї сторони протистояння на іншу. Паризький парламент, котрий складався переважно зі спадкових чиновників, вимагав незалежності суду і особистої недоторканності підданих, а також вимагав надати йому право затвердження нових податків. Таким чином депутати хотіли зробити себе державними чиновниками. Кардинал Мазаріні діяв швидко: він заарештував найактивніших депутатів. В той же час населення Парижу вийшло на вулиці, будуючи барикади та готуючись до повстання. В цю боротьбу втрутилися й представники королівської знаті та принци, які хотіли позбавити Мазаріні влади, або хоча б отримати певні грошові компенсації. Однак їм домогтися свого не вдалося — принц Конде був розбитий урядовими військами під командуванням Тюренна, і змушений був утікати в Іспанію, де заручився підтримкою останньої і продовжував вести боротьбу проти французької влади.

## Людовік XIV

Людовік XIV

Протистояння періоду Фронди закінчилися перемогою Мазаріні, однак все це відклало досить негативний відбиток на свідомості молодого короля. Після смерті свого міністра (1661 рік), Людовік XIV став одноосібним головою держави. Дитячі роки сформували в ньому ненависть до будь-яких проявів інакодумства, а тому все життя прагнув до сильної і неподільної влади. Його відомий вислів: «Держава — це я», найкраще символізує його прагнення.
Сильного супротиву й не було: духовенство існувало під сильним впливом короля ще з конкордату 1516 року, а дворянство корилося завдяки зусиллям Рішельє та Мазаріні. Феодальна аристократія при ньому перетворилася на придворну знать. Дворянство, зберігаючи, як і за часів Рішельє, владу над народом, було повністю підпорядковане королю, який підкупив його численними подарунками знатними посадами, розкішшю придворного життя.
Через свою нелюбов до Парижу король неподалік від міста збудував резиденцію — Версаль. На її території розкинулися палаци, сади і парки, штучні водоспади та фонтани. Версальський двір наслідувала вся знатна Європа; французька мова, мода, манери стали верхівкою європейського вищого світу.
При ньому в Європі почала панувати й французька література, яка отримала чисто придворний характер. Людовік XIV виплачував пенсії французьким і навіть іноземним письменникам, але вимагав, щоб вони славили його царювання і керувалися прийнятими в суспільстві думками.

## Кінець Французького абсолютизму
Після абсолютизмів Людовіка XIV і Людовіка XV, настав досить короткий період, пов'язаний з владою Людовіка XVI, який власне і виявився останнім представником бурбонів в дореволюційний період.
Двома найяскравішими постатями цього періоду були міністри Тюрго і Некер. Тюрго (1774—1776) проводив народні реформи, намагався зрівняти у правах протестантів і католиків, ввести народну освіту. Некер (1777—1781), будучи ерудованим фінансистом, пропрацював лише на два роки більше. Він намагався ввести в двох областях провінційне самоуправління, однак проект Тюрго було урізано. Він був прихильником того, щоб державний бюджет не покривав величезних видатків королівського двору. В цей час Франція погіршила своє становище іще й втручанням у боротьбу північноамериканських колоній проти Англії.
Багато подій посилювали прагнення французів до свободи. Уряди не раз поверталися до питань про фінансові та адміністративні реформи. Піднялися і парламенти, які не бажали ніяких реформ, і протестували проти свавілля уряду. Саме в цей час (1787) заговорили про скликання генеральних штатів, на що Людовік XVI змушений був погодитися.
Зібрання 1789 року і поклало початок великої французької революції. 17 червня 1789 року старе станове представництво стало представництвом всенародним. Генеральні штати перетворилися на народне зібрання, яке оголосило себе установчим, потім відмінило всі станові привілеї і феодальні права, а також опрацювало монархічну конституцію 1791 року. Проте 21 вересня 1792 року була проголошена республіка.